# Géminal
En chimie, le stéréodescripteur géminal fait référence à la relation entre deux atomes ou groupes fonctionnels qui sont attachés au même atome. Le mot vient du latin gemini, « jumeaux ». Par exemple, un diol géminal est diol (un composé comportant deux fonctions alcool) attachés au même atome de carbone, comme c'est le cas pour le méthanediol. On utilise parfois le préfixe « gem- » devant le nom chimique pour préciser ce fait, par exemple gem-dibromure pour dibromure géminal, mais les indicateurs chiffrés de la nomenclature systématique sont plus courants.
Ce concept est important dans de nombreuses branches de la chimie, notamment en synthèse et en spectroscopie, car les groupes fonctionnels attachés à un même atome se comportent souvent différemment lorsqu'ils sont séparés. Les diols géminaux, par exemple, sont facilement convertis en cétones ou en aldéhydes avec perte d'eau.
|                                                              | alcane | géminal | vicinal      | isolé        |
| Méthane                                                      |        |         | n'existe pas | n'existe pas |
| Éthane                                                       |        |         |              | n'existe pas |
| Propane                                                      |        |         |              |              |
| Substituants sur certains dibromoalcanes étiquetés en rouge. |        |         |              |              |

Le terme connexe « vicinal » fait référence à la relation entre deux groupes fonctionnels qui sont attachés à des atomes adjacents. La disposition relative de deux groupes fonctionnels peut également être décrite par les descripteurs α et β.

## Spectroscopie RMN1H
En spectroscopie RMN 1H, le couplage de deux atomes d'hydrogène sur le même atome de carbone est appelé couplage géminal. Il se produit uniquement lorsque deux atomes d'hydrogène sur un groupe méthylène diffèrent stéréochimiquement l'un de l'autre. La constante de couplage géminale est appelée 2J puisque les atomes d'hydrogène se couplent par deux liaisons. En fonction des autres substituants, la constante de couplage géminale prend des valeurs comprises entre −23 and +42 Hz,.

## Synthèse
L'exemple suivant montre la conversion de la cyclohexylméthylcétone en gem-dichlorure par une réaction avec du pentachlorure de phosphore. Ce gem-dichlorure peut ensuite être utilisé pour synthétiser un alcyne.